# Йен, Марси
Марси Йен (англ. Marci Ien; род. 29 июля 1969, Торонто) — канадская телеведущая и журналист, политический и государственный деятель. Член Либеральной партии Канады. Действующий министр по делам женщин, гендерного равенства и молодёжи Канады (2021—2025). Первая чернокожая женщина в правительстве после того, как его покинула в 2004 году Джин Огастин. Член Палаты общин Канады от округа Торонто-Центр с октября 2020 года. В прошлом — журналист канала CTV Television Network, репортёр CTV News, ведущая дневного ток-шоу The Social (2017—2020) и ежедневной утренней новостной программы Canada AM (2003—2016) на канале CTV.

## Биография
Родилась 29 июля 1969 года в Торонто в семье школьного учителя Джоэла (Joel Ien) и бухгалтера Вильны (Vilna Ien). Является потомком африканских рабов. Джоэл Йен переехал из островного государства Тринидад и Тобаго в Канаду в 1960-х годах, чтобы поступить в Торонтский университет.
В 10-летнем возрасте дебютировала в христианской детской телепередаче Circle Square.
Окончила школу радио и телевидения (ныне RTA School of Media) Университета Райерсона.
В 1991—1997 годах работала на телеканале CHCH в Гамильтоне. В 1997 году стала репортёром CTV Atlantic.
В 2003—2016 годах работала ведущей ежедневной утренней новостной программы Canada AM на канале CTV. В 2017—2020 годах — ведущая дневного ток-шоу The Social на канале CTV.
Участвовала в эстафете Олимпийского огня зимних Олимпийских игр 2010 года.
Работала приглашённым профессором в школе радио и телевидения (RTA) Университета Райерсона. В 2008 году от организации Journalists for Human Rights (JHR) поехала в Сьерра-Леоне проводить обучающие семинары для журналистов.
После отставки 17 августа 2020 года министра финансов Билла Морно премьер Джастин Трюдо объявил 17 сентября кандидатом на дополнительных выборах в округе Торонто-Центр от Либеральной партии Канады Марси Йен. 26 октября она избрана членом Палаты общин Канады. Набрала 41,98 % голосов, в то время как лидер Зелёной партии Канады Аннами Пол получила 32,73 % голосов.
26 октября 2021 года стала министром по делам женщин, гендерного равенства и молодёжи Канады.
14 марта 2025 года при формировании правительства Карни не получила никакого назначения.

## Труды
В октябре 2020 года опубликовала книгу Off Script: Living Out Loud, в которой делится личным опытом, драматическими моментами своей карьеры журналиста и своими впечатлениями о множестве людей, с которыми встречалась и у которых брала интервью.

## Награды
В 1995 году Иэн получила премию Ассоциации радио и телевидения за свой новостной сериал «Путешествие к свободе», посвященный подземной железной дороге. В 2008 году она была удостоена премии Гарри Джерома Ассоциации афроамериканского бизнеса и профессионалов в категории средств массовой информации. В 2014 году она была удостоена премии «Планета Африка» за выдающиеся достижения в области средств массовой информации. В 2015 году Иэн была номинирована на премию Canadian Screen Award в категории «Лучшая ведущая» за свою работу над Canada AM. В 2016 году она была удостоена афро-канадской премии за достижения в области журналистики.

## Личная жизнь
В 2018 году развелась с мужем Ллойдом Эксетером (Lloyd Exeter). Мать двух детей: дочери Блэйз (Blaize) и сына Дэша (Dash).